# Okręg Laufenburg
Okręg Laufenburg (niem. Bezirk Laufenburg) – okręg w Szwajcarii, w kantonie Argowia, o pow. 171,78 km², zamieszkały przez 35 808 osób. Siedzibą okręgu jest miasto Laufenburg. 

## Podział administracyjny
W skład okręgu wchodzi 17 gmin (Einwohnergemeinde):
1. Böztal
2. Eiken
3. Frick
4. Gansingen
5. Gipf-Oberfrick
6. Herznach-Ueken
7. Kaisten
8. Laufenburg, miasto
9. Mettauertal
10. Münchwilen
11. Oberhof
12. Oeschgen
13. Schwaderloch
14. Sisseln
15. Wittnau
16. Wölflinswil
17. Zeihen

## Zmiany administracyjne
- 1 stycznia 2010
  - przyłączenie gmin Etzgen, Hottwil, Mettau, Oberhofen oraz Wil do gminy Mettauertal
  - przyłączenie gminy Ittenthal do gminy Kaisten
  - przyłączenie gminy Sulz do miasta Laufenburg
- 1 stycznia 2022
  - utworzenie gminy Böztal z gminy Hornussen oraz trzech gmin z okręgu Brugg: Bözen, Effingen oraz Elfingen
- 1 stycznia 2023
  - utworzenie gminy Herznach-Ueken z połączenia gminy Herznach z gminą Ueken